# Istenes Károly
Istenes Károly (Udvard, 1880. június 19. – Budapest, 1961. november 18.) magyar gyógypedagógus.

## Életpályája
Istenes Antal és Dékán Jusztina fia. 1903-ban gyógypedagógiai tanári oklevelet szerzett. A következő évtől a jolsvai, majd még ugyanabban az évben a siketek budapesti intézetének tanára (1904–1940), majd igazgatója (1911–1942), egyidejűleg a „Beszédhibák javítására szolgáló állami tanfolyam” vezetője (1918–1925) lett. 1925 és 1940 között az Állami Siketnémaintézet igazgatója, 1941–42-ben a Gyógypedagógiai Tanárképző Főiskola igazgatója volt. 1929 és 1935 között a Siketnémák és Vakok Oktatásügye című folyóirat társszerkesztőjeként dolgozott. Figyelmet érdemel szakirodalmi munkássága a siketek és a hibás beszédűek nevelése és oktatása terén.
Felesége Stéger Mária Terézia (1889–1961) volt, Stéger Károly és Virth Anna lánya, akit 1921. július 2-án Budapesten, a Ferencvárosban vett nőül.

## Munkái (válogatás)
- A beszédhibák javításmódjának gyakorlati kézikönyve (Budapest, 1909)
- A dadogás és pöszebeszéd gyógyítása (Budapest, 1914)
- A háború siketei, némái, siketnémái és hibásan beszélői (Magyar Gyógypedagógia, 1916 és külön: Budapest, 1916)
- A siketnémák élet-, lélek- és neveléstana (Budapest, 1923)
- Hangkapcsolódások a magyar beszédben, különös tekintettel a siketnémák hangos beszédére (Vác, 1924)
- A beszédhibák javítására szolgáló állami tanfolyam 25 éves története (Budapest, 1925)
- Statisztikai adatok a siketnémákról az „Orvosi vélemények” alapján; összeállította (Budapest, 1925)
- A beszédhibák javításmódjának gyakorlati kézikönyve; összeállította. (Budapest, 1928)
- A beszéd és az iskola. A magyar beszéd technikája és annak nevelési lehetősége az iskolában (Iskola és Egészség, 1933)
- A magyar beszéd asszimilációs törvényei (Budapest, 1934)
- Fonetikai rendszerek (Budapest, 1937)